# Lampredotto
Lampredotto (italiensk udtale: [lampreˈdɔtto]) er en klassisk florentinsk madret, lavet af den fjerde og sidste mave (kallunen) fra en ko.
Rettens navn er afledt af det italienske ord for Lampret, lampreda, fordi kallunen (drøvtykkerens fjerde mave) i form og farve kan minde om en lampret.
En sandwich med lampredotto - panino co i' lampredotto - er blevet beskrevet som en "klassisk florentinsk sandwich", og er en traditionel regional form for street food i Firenze. Lampredotto simrekoges typisk i en grøntsagsbuillon krydret med urter, og hakkes og serveres i en bolle. Det toppes ofte af med en krydret sovs eller en grøn sovs (salsa verde).

## I medierne
De to danske TV-kokke Adam og James Price besøgte Firenze i afsnit 2 i den 7. sæson af programmet Spise med Price, hvor de ved en klassisk florentinsk street food-bod smagte og berettede om den særprægede lokale egnsret.